# Südostschweiz (Region)
| Südostschweiz Svizra Sidorientala (rätoromanisch) Sud-est della Svizzera (italienisch) | Südostschweiz Svizra Sidorientala (rätoromanisch) Sud-est della Svizzera (italienisch) |
| -------------------------------------------------------------------------------------- | -------------------------------------------------------------------------------------- |
| Wirtschaftszentrum:                                                                    | Chur                                                                                   |
| Amtssprachen:                                                                          | Deutsch, Rätoromanisch, Italienisch                                                    |
| Kantone:                                                                               | Graubünden Glarus St. Gallen (See-Gaster, Sarganserland)                               |
|                                                                                        |                                                                                        |

Unter der Bezeichnung Südostschweiz (rätoromanisch Svizra Sidorientala, italienisch Sud-est della Svizzera) werden in der Regel die Regionen im Südosten der Schweiz verstanden. Es sind dies der Kanton Graubünden, der Kanton Glarus wie auch Teile des Kantons St. Gallen (Wahlkreise See-Gaster und Sarganserland). Der Wahlkreis Werdenberg wird gelegentlich dazugerechnet. Der Name bezeichnet also in etwa das Gebiet, das von der gleichnamigen Tageszeitung Die Südostschweiz mit ihren Kopfblättern abgedeckt wird.
Ende 2016 betrug die Bevölkerungszahl der Region Südostschweiz 382'607 Einwohner.